# Џон Маршал Харлан II
Џон Маршал Харлан II (енгл. John Marshall Harlan II, Чикаго, Илиноис, САД, 20. мај 1889 — Вашингтон, САД, 29. децембар 1971) је био амерички правник који је служио као придружени судија Врховног суда Сједињених Америчких Држава између 1955. и 1971. године. Његов деда, Џон Маршал Харлан, такође је служио као придружени судија Врховног суда између 1877. и 1911. године.
У Врховни суд га је именовао председник Двајт Ајзенхауер, након смрти Роберта Х. Џексона. Његово именовање је потврђено у Сенату САД гласовима 71 сенатора, док их је 11 било против.
Харлан се често придруживао мишљењима Феликса Франкфуртера, који је био његов главни ментор у Суду. Био је добар пријатељ са Хугом Блеком, иако су њих двојица били идеолошки противници који се нису слагали у многим питањима, укључујући примењивост Повеље о правима на савезне државе, одредбе о једнакој заштити итд.
Придавао је велики значај прецедентима и врло ретко је гласао за укидање закона. За разлику од Хуга Блека, харлан није био стриктни текстуалиста.
Харлана најчешће карактеришу као члана конзервативног крила Вореновог суда. Залагао се за ограничену улогу правосуђа, напомињући да Врховни суд не би требало да постане „општи рај за реформске покрете“. Овакво гледиште је видљиво у његовом издвојеном несагласном мишљењу у предмету Рејнолдс против Симса:
Ове пресуде дају подршку тренутном погрешном схватању Устава и уставне функције овог суда. Према овом схватању, укратко, свака велика друштвена болест у овој земљи може наћи свој лек у неком уставном принципу те би овај суд требало да преузме водећу улогу у промовисању реформи када друге гране власти не делују. Устав није лек за сваку повреду јавног интереса, нити би овај суд, постављен као судски орган, требало посматрати као општи рај за реформске покрете.
Харлан се повукао из суда 23. септембра 1971, а умро је три месеца касније, 29. децембра, од рака кичме.